# 마스터 - 국수의 신
《마스터 - 국수의 신》은 2016년 4월 27일부터 2016년 6월 30일까지 KBS2에서 방영된 수목 미니시리즈이다.

## 줄거리
성공을 향한 뒤틀린 욕망과 엇갈려진 사랑, 그 부딪침 속에서 시작되는 사람 냄새 가득한 치열한 인생기를 담은 작품.

## 등장 인물

### 주요 인물
- 천정명 : 무명이(최순석) 역 (아역 : 고우림)
- 조재현 : 김길도 역 (아역 : 황준우, 청년시절 : 차선우)
- 정유미 : 채여경 역 (아역 : 최지원)
- 이상엽 : 박태하 역 (아역 : 이건하)
- 공승연 : 김다해 역 (아역 : 이고은)

### 그 외 인물들
- 김재영 : 고길용 역 (아역 : 안원진)
- 최종원 : 고대천 역
- 이일화 : 고강숙 역 (젊은 시절 : 이예현)
- 서이숙 : 설미자 역 - 전통 음식계의 권위 있는 평론가
- 조희봉 : 도꾸 역
- 김주완 : 황성록 역 - 김길도의 비서
- 김병기 : 소태섭 역 - 5선의 국회 의원
- 엄효섭 : 최성도 의원 역
- 손여은 : 도현정 역 - 길도의 내연녀
- 차도진 : 부면장 이기백 역
- 조덕현 : 하정태 역 (청년시절 : 노영학)
- 김민상 : 면장 민선호 역
- 손산 : 찬장 김진녀 역
- 남문철 : 탕장 박문복 역
- 최대성 : 육장 라원상 역
- 여무영 : 하태봉 역 - 총괄매니저
- 오윤홍 : 최순석의 어머니 역
- 오용 : 이명식 역 - 사랑보육원 원장
- 박지환
- 이진목
- 서진원
- 지성근
- 함진성
- 육동일
- 임형택
- 유금
- 김현
- 강철성
- 이규호
- 최효상
- 양승걸
- 이정성
- 신치영
- 김재건
- 주효만
- 진용욱
- 김추월
- 임도윤 : 찬부 홍처녀 역
- 이규섭
- 박영수
- 권홍석
- 단강호
- 이종구
- 권오수
- 이영진 : 김경장 역
- 최병모 : 안중용 역 - 부장검사
- 한성식
- 허선행
- 오화열
- 안명주
- 최용진
- 김민호

### 특별 출연
- 류현경 : 김선주 역 - 김다해의 어머니

## 참고 사항
- 본 드라마는, '야왕', '대물', '쩐의 전쟁' 등의 성공신화를 이룬 박인권 화백의 동명의 만화 '국수의 신'을 원작으로 극화한 작품이다.
- KBS 드라마본부의 황의경 기획 팀장의 인터뷰에서, "KBS가 야심차게 기획한 사전 제작 드라마인 '함부로 애틋하게'가 아시아와 태평양, 유럽, 아메리카 등 해외 판권 독점 계약을 위한 사전 심의 기간을 염두에 두고, 전 세계 40여개 국에서 판권 계약을 체결하여, 본방송 시점을 2016년 7월 6일로 최종 확정됨에 따라, 편성 공백을 메우기 위해, 2~3개월 간격을 맞춰서, 그 자리에 우선 편성되었다"라고 덧붙였다.[1]
- 한편, 복수극을 표현하는 과정에서 데드라인을 넘었다는 이유로, 방송통신심의위원회 측에서, '권고' 조치를 받았다.[2]

## 시청률
아래의 파란색 숫자는 '최저 시청률'이고, 빨간색 숫자는 '최고 시청률'입니다. 시청률조사회사와 지역별로 시청률에 차이가 있을 수 있습니다.
| 2016년 | 2016년   | 2016년         | 2016년       | 2016년         | 2016년       |
| 회차   | 방송일   | TNmS 시청률    | TNmS 시청률  | AGB 시청률     | AGB 시청률   |
| 회차   | 방송일   | 대한민국(전국) | 서울(수도권) | 대한민국(전국) | 서울(수도권) |
| ------ | -------- | -------------- | ------------ | -------------- | ------------ |
| 제1회  | 4월 27일 | 6.8%           | 7.6%         | 7.6%           | 8.6%         |
| 제2회  | 4월 28일 | 6.4%           | 6.8%         | 6.5%           | 7.0%         |
| 제3회  | 5월 4일  | 6.1%           | 6.4%         | 7.3%           | 7.6%         |
| 제4회  | 5월 5일  | 5.3%           | 5.7%         | 6.0%           | 6.4%         |
| 제5회  | 5월 11일 | 6.4%           | 6.6%         | 6.6%           | 6.9%         |
| 제6회  | 5월 12일 | 6.1%           | 6.4%         | 7.4%           | 7.1%         |
| 제7회  | 5월 18일 | 6.3%           | 6.5%         | 7.0%           | 7.2%         |
| 제8회  | 5월 19일 | 5.5%           | 5.8%         | 6.6%           | 6.9%         |
| 제9회  | 5월 25일 | 7.1%           | 7.4%         | 6.8%           | 6.7%         |
| 제10회 | 5월 26일 | 7.0%           | 7.1%         | 8.0%           | 8.2%         |
| 제11회 | 6월 1일  | 8.0%           | 9.0%         | 7.2%           | 6.9%         |
| 제12회 | 6월 2일  | 7.2%           | 8.0%         | 8.6%           | 8.5%         |
| 제13회 | 6월 8일  | 7.7%           | 8.3%         | 7.9%           | 7.9%         |
| 제14회 | 6월 9일  | 7.2%           | 7.9%         | 6.9%           | 6.9%         |
| 제15회 | 6월 15일 | 6.6%           | 6.7%         | 6.9%           | 6.7%         |
| 제16회 | 6월 16일 | 7.5%           | 7.9%         | 9.0%           | 8.6%         |
| 제17회 | 6월 22일 | 6.6%           | 6.8%         | 7.4%           | 7.6%         |
| 제18회 | 6월 23일 | 6.3%           | 6.1%         | 7.2%           | 6.6%         |
| 제19회 | 6월 29일 | 6.6%           | 7.0%         | 7.5%           | 7.1%         |
| 제20회 | 6월 30일 | 7.1%           | 7.7%         | 8.2%           | 8.1%         |

## 동시간대 경쟁작
MBC 수목 미니시리즈
- 《굿바이 미스터 블랙》 : 2016년 3월 16일 ~ 2016년 5월 19일
- 《운빨로맨스》 : 2016년 5월 25일 ~ 2016년 7월 14일

SBS 드라마 스페셜
- 《딴따라》 : 2016년 4월 20일 ~ 2016년 6월 16일
- 《원티드》 : 2016년 6월 22일 ~ 2016년 8월 18일